# XX (álbum de Medina Azahara)
XX es el décimo álbum de estudio de la banda de rock española Medina Azahara, publicado el 3 de abril de 2000 por la discográfica Avispa Music. 

## Detalles
Tal como su título indica, el grupo celebraba con este trabajo veinte años de andadura ininterrumpida, con catorce canciones completamente nuevas en lugar del frío recopilatorio de turno. A diferencia de sus dos discos anteriores marcados por multitud de arreglos e influencias árabes y marroquíes, Medina Azahara con XX recuperaba un estilo lo más roquero posible, con canciones muy directas, pensadas especialmente para ser tocadas todas en directo. XX también supuso el debut como teclista en la formación de Manuel Ibáñez, que ya había hecho con ellos la gira de Tánger como músico de apoyo, aunque en este momento solo aparece como miembro colaborador.
A pesar de ser otro álbum rebosante de creatividad e inspiración, no logró alcanzar las apabullantes ventas de sus antecesores, aunque en ese aspecto tampoco significó un fracaso.El CD incluyó un videoclip de la canción «Tiempos felices».

## Lista de canciones
1. «Aniversario» - 3:55
2. «Tiempos felices» - 3:58
3. «Todos necesitamos a alguien» - 3:36
4. «Bailando con la muerte» - 4:26
5. «Si cierro los ojos» - 6:06
6. «Mundo loco» - 4:36
7. «Un cuadro de colores» - 4:48
8. «Campeones» - 4:13
9. «Siempre estarás en mí» - 3:56
10. «El umbral de mi locura» - 5:15
11. «Nos estamos olvidando» - 3:09
12. «El día que yo soñé» - 4:20
13. «En la noche de San Juan» - 3:58
14. «Carta de un soldado» - 5:09
15. «Tiempos felices» (video)

## Créditos
- Manuel Martínez - voz
- Paco Ventura - guitarras
- José Miguel Fernández - bajo
- Manu Reyes - batería
- Manuel Ibáñez - teclados